# اقرأ أي شيء
اقرأ أي شيء هو أحد كتب الكاتب المصري أنيس منصور. الكتاب عبارة عن تجميع لمقالات الكاتب المختلفة. الكتاب من إصدار دار نهضة مصر للطباعة والنشر والتوزيع.
- تاريخ النشر : نوفمبر 2003م
- رقم الإيداع :18487 /2003
- الترقيم الدولي : ISBN 977-14-2496-3

## فهرس الموضوعات
| - كلمة أولى - اقرأ أي شيء - حريق في الجليد - تباعدنا كثيراً - هبطوا وعادوا - الرئيس الأديب - أعظم دولة - إنهم يفتالون أيضاً - سلام على السلام - افرح يا قلبي - ارهابي اعترف - لأنني صغير - شمبانيا السلام - لا نضيع الوقت - أفكار كثيرة - نظافة زمان - أريدها خالية | - الزهور الزهور - مرارة الأرز - الجمال يحكم - عمدة باريس - هذا الكون - بين الشيوعية - عشق الفراعنة - صوت شادية - أقصى أفريقيا - الريفييرا عندنا - صيديقي الشيراوي - نصف مليون - حدث - بعضهم لا يضحك |